# ミサゴ

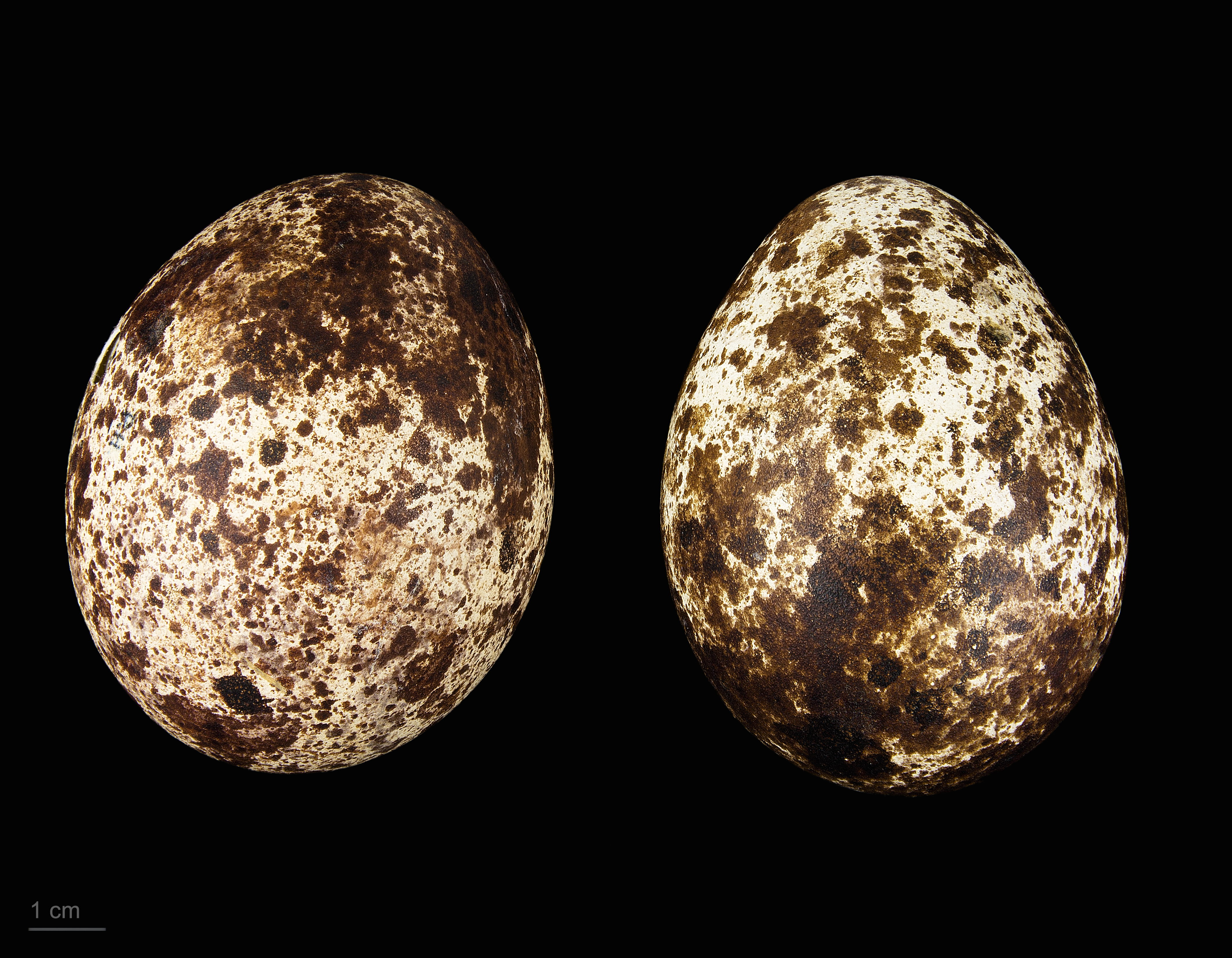
Pandion haliaetus

ミサゴ（鶚、雎鳩、鵃、魚鷹、学名: Pandion haliaetus）は、鳥綱タカ目ミサゴ科ミサゴ属に分類される鳥類。魚を好んで食べることから別名ウオタカ（魚鷹）とも。
2020年の時点で、IOC World Bird List (v10.1) では亜種P. h. cristatusを分割して独立種とする説（ミサゴ属が2種で構成される。狭義の本種は英名Western osprey。）を採用している。2012年の日本産鳥類目録改訂 第7版でも、この説を採用している（狭義の本種の和名もミサゴ）。一方で2019年のClements Checklist (v2019)・2021年のBirdlife Internatinalでは、ミサゴ属をミサゴ1種のみとする説（広義の本種は英名Osprey）を採用している。

## 分布
極地を除くほぼ全世界に分布する。ユーラシア大陸と北アメリカ大陸の亜寒帯から温帯地域とオーストラリアの沿岸部で繁殖し、北方の個体はアフリカ大陸中部以南と南アメリカに渡って越冬する。
日本では留鳥として全国に分布するが、北日本では冬季に少なく、南西諸島では夏に少ない。西日本では冬季普通に見られる鳥だったが、近年やや数が減少している。北海道周辺ではほとんどの個体が夏鳥として渡来している。

## 形態
全長54–64cm。翼開張150–180cm。体重1.2–2kg。雄雌ほぼ同じ色彩で、背中と翼の上面は黒褐色、腹部と翼の下面は白色で、顔も白く、眼を通って首に達する太い黒褐色の線が走る。後頭部に小さな冠羽がある。嘴は黒く、脚は青灰色。
タカ科と区別される特徴として、spicule と呼ばれる足の外側にある魚を捕らえるための棘、反転する第4趾（猛禽類ではミサゴだけである）、鼻孔の弁、密生し油で耐水された羽毛があげられる。

## 生態
主に海岸に生息するが、内陸部の湖沼、広い河川、河口等にも生息する。水面をゆっくりと低空飛行し獲物を探す。春・秋の渡りの季節には長野県などの内陸部を移動する個体が観察される。単独かつがいで生活する。
食性は肉食性で主に魚類を食べるが、爬虫類、鳥類、貝類を食べることもある。獲物を見つけると素早く翼を羽ばたかせて空中に静止するホバリング飛行を行った後に急降下し、水面近くで脚を伸ばし両足で獲物を捕らえる。和名の由来は様々な説があり水を探るが転じたとする説や、獲物を捕らえる時の水音が由来とする説（西日本では水面に突入する音から、本種のことを「ビシャ」、または「ビシャゴ」と呼んでいる地域がある）等がある。
5–7月に水辺の岩や樹上に木の枝を組んだ巣を作り、2–3個の卵を産む。抱卵日数は約35日。抱卵は主にメスが行い、オスはメスに獲物を運ぶ。雛は孵化後、52–53日で巣立ちし、その後1-2か月後に親から独立する。成熟するのに3年かかる。

## 分類
単型のミサゴ科を作り、姉妹群はタカ科 Accipitridae である。合わせてタカ上科 Accipitroidea とすることもある。
タカ科に含めることもあり、それでも単系統性からは問題ない。しかし、形態、核型、遺伝子距離、化石記録の古さから、科レベルに相当する差異があるとされる。
タカ科に含める場合、ミサゴ亜科 Pandioninae とし、タカ科の2つまたはより多くの亜科の1つとする。
ミサゴ属には1種 P. haliaetus (Linnaeus, 1758) のみを置く説と、P. cristatus (Vieillot, 1816) を分離する説とがある。P. cristatus はスラウェシ島以東のオーストラリア区に分布する。P. haliaetus より小型で、渡りはしない。

## 文化
日本において、ミサゴは魚を捕るタカとして古来より知られ、『日本書紀』では覚賀鳥と記されているほか、『太平記』、『看聞日記』、『古今著聞集』、『方丈記』など、様々な文献で記述が確認できる。『方丈記』では、作者鴨長明がミサゴの孤独と思える生態に自身の庵における生活を例える。
『本草綱目啓蒙』において、ミサゴは捕らえた魚を貯蔵し、漁が出来ない際にそれを食すという習性が掲載され、貯蔵された魚が自然発酵（腐敗でもある）することによりミサゴ鮨となると伝えられていた。ミサゴ鮨については『甲子夜話』（松浦静山）、『椿説弓張月』（曲亭馬琴）※追記 『味』(秋山徳蔵著)などにも登場する。「みさご鮨」の屋号を持つ寿司屋は全国に少なからず点在している。『広辞苑』には「みさごすし」の項目があり、「潮水がかかって自然に鮨の味となったもの」と解説され、同様に、日本国語大辞典では、海水がかかって自然に発酵することで酢に漬けたような魚肉になると解説される。
なお、類似した説としては、サルがサルナシなどの果実を巣穴に貯めて「製造した」猿酒や養老の滝がある。
冬の季語である。

## 保全状況評価
ミサゴ Pandion haliaetus haliaetus
- 準絶滅危惧（NT）（環境省レッドリスト）